# Granica namibijsko-południowoafrykańska
Granica namibijsko-południowoafrykańska – granica międzypaństwowa dzieląca terytoria Namibii i Republiki Południowej Afryki o długości 967 kilometrów.
Początek granicy znajduje się na trójstyku granic Botswany, RPA i Namibii (Lendepas; 24°45'50"S 20°0'0"E) nad rzeką okresową Nossob, w południowo-zachodniej części pustyni Kalahari. Następnie granica biegnie wzdłuż południka 20°E do rzeki Oranje.
Przyjmuje tu kierunek zachodni i opierając się o koryto rzeki Oranje biegnie do jej ujścia do Oceanu Atlantyckiego pomiędzy namibijskim Oranjemund i południowoafrykańskim Alexanderbaai.
Granica powstała w 1990 roku po proklamowaniu niepodległości przez Namibię. Granica ma dawniejsze pochodzenie. Powstała w 1890 roku jako granica Niemieckiej Afryki Południowo- Zachodniej z brytyjską Kolonią Przylądkową.